# (35252) 1995 YJ14
1995 واي جاي 14 (ويعرف أيضًا باسم (35252) 1995 واي جاي 14 وفق تسمية الكوكب الصغير) (بالإنجليزية: 1995 YJ14)‏ هو كويكب ضمن حزام الكويكبات؛ وترتيبه 35252 من حيث الاكتشاف.
اكتُشف هذا الجُرم الفلكي بواسطة سبيس واتش في 20 ديسمبر 1995.

## وصلات خارجية
- (35252) 1995 YJ14 في قاعدة بيانات مختبر الدفع النفاث لأجرام النظام الشمسي الصغيرة

- الاكتشاف · مخطط المدار ·  العناصر المدارية · المعلمات المادية

- (35252) 1995 YJ14 على موقع ويكي سكاي: DSS2, SDSS, GALEX, IRAS, Hydrogen α, X-Ray, Astrophoto, Sky Map, Articles and images